# Priester

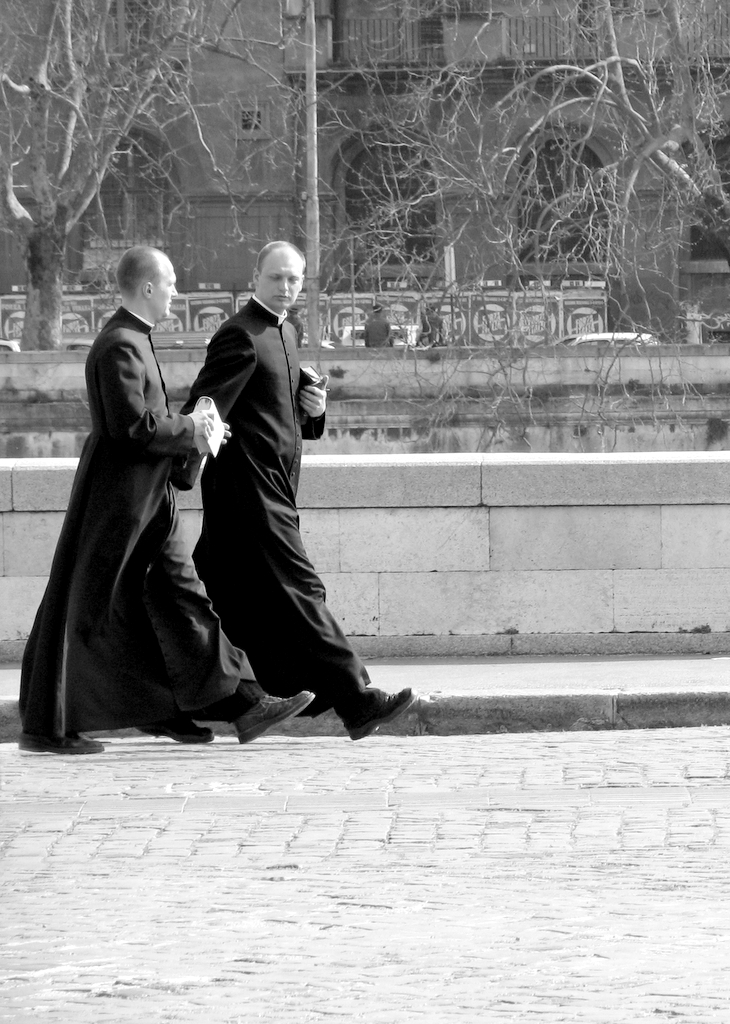
Katholieke priesters in Rome

Een priester of priesteres is in de meeste religies een beambte die als leider of voorganger van cultische handelingen optreedt als bemiddelaar tussen haar godheid (of godheden) en de mensen. Het woord is via het Latijnse presbyter afgeleid van het Griekse: πρεσβύτερος; presbuteros dat "oude(re) man" of "ouderling" betekent.

## Ontstaan van het priesterschap
Volgens de hypothese van de Indo-Europese godentrias in de proto-Indo-Europese gemeenschappen, hebben priesters al bestaan sinds de vroegste periodes en in de meest eenvoudige gemeenschappen. Over het algemeen wordt aangenomen dat dit het resultaat was van overschotten in de landbouw en de hierop volgende sociale stratificatie.
In het historische polytheïsme zorgde een priester voor de offers aan een godheid, meestal met ingewikkelde rituelen. In het oude Nabije Oosten, handelden de priesters ook namens de godheden om hun bezittingen te behartigen.
Diverse vormen van animisme hebben ook een priesterschap, soms met meerdere ambten, veelal belast met offers en andere rituelen. De termen verschillen; soms wordt ook de term sjamaan of medicijnman gebruikt. In het westerse wicca wordt hiervoor wel de term heks gebruikt.

## Antieke oudheid
De vele godsdiensten van de antieke oudheid, meestal polytheïstisch zoals bij de Romeinen, het oude Griekenland en het oude Egypte, kenden doorgaans een waaier van (niet zelden gespecialiseerde) priesterlijke ambten met eigen colleges, graden en regels, vooral in functie van de cultus in talrijke tempels, die enorme rijkdom en invloed konden verwerven, in het oude Rome soms zelfs deel uitmaken van de politieke loopbaan.
In het oude Griekenland was het orakel een belangrijke priesteres. De bekendste was het orakel van Delphi.

### Mesopotamië en de Levant
In het Soemerisch  was , EN (Akkadisch: entu) de aanduiding voor hooggeplaatste priesteressen die zich onderscheidden door speciale ceremoniële gewaden. Zij hadden de status van hogepriesters, bezaten land, deden zaken en initieerden de hieros gamos (heilig huwelijk) met priesters en koningen. Enheduanna (2285–2250 v.Chr.) is de vroegst bekende persoon met de titel EN.

## Jodendom
De Hebreeuwse term voor priester is כהן, kohen (enkelvoud), כּהנִים, kohanim (meervoud). In de wet van Mozes was vastgelegd dat de priesters afstammelingen moesten zijn van Aäron, de eerste hogepriester (Exodus 30:22–25). In de periodes van de twee Joodse tempels verrichtten de Aäronitische priesters de belangrijkste rituele taken, vooral het offeren van dieren voor God. In de loop van de eeuwen sinds Aäron werden echter steeds meer taken overgenomen door leden van dezelfde Israëlitische stam: de Levieten.
Na de vernietiging van de tempel in 70 n.Chr. en het hierdoor onvermijdelijke staken van de dagelijkse en periodieke tempelceremonies, bleven de priesters, kohanim in het traditionele jodendom (orthodox jodendom en in zekere mate ook in het masorti jodendom) een aantal priesterlijke ceremonies en rollen uitvoeren, zoals de ceremonie pidyon haben (verlossing van een eerstgeboren zoon) en de priesterzegen. Sommige restricties bleven van toepassing, vooral in het orthodox jodendom, zoals met wie getrouwd mag worden en rituele reinheid. In het orthodoxe jodendom worden de kohanim beschouwd als gereedstaand voor dienst in een toekomstige herstelde tempel.

## Christendom

### Vroege christendom
Het Nieuwe Testament bevat geen aanwijzingen dat er in het vroege christendom priesters waren. De term hogepriester werd toegepast op Jezus (Hebreeën 4:14–16; 5:1–6). In cultische zin werd het begrip priesters (kohanim, Grieks: ἱερευς, hiereus) toegepast op allen die in Jezus geloofden (bijvoorbeeld in 1 Petrus 2:9; Openbaring 1:6). De ambten die in het Nieuwe Testament worden genoemd, waren dienstfuncties die vooral werden ingevuld in het "heidense" (niet-Joodse) christendom.
In de eerste kerk van Jeruzalem waren er "oudsten" naar het model van de Israëlieten. In de periode van Mozes vertegenwoordigden de oudsten het volk (Exodus 24:1) en werden (later) door God aangesteld als opzichters (Numeri 11:16-17, 24-25). In de loop van de eeuwen ontwikkelde dit zich van lokaal leiderschap (zoals in Deuteronomium 19:11ff; 21:18ff; 22:13ff) tot een nationaal leiderschap (zoals in Jeremia 26:17). In de Perzische periode leidde dit tot hun plaats als leken in het sanhedrin, naast de priesters en schriftgeleerden (vergelijk Lucas 22:66, ook 1 Timoteüs 4:14). De manier waarop Handelingen de term "oudste", presbyteros gebruikt, is hier duidelijk op gebaseerd (zoals in Handelingen 11:30 en 21:18).
In de kerken van Paulus werd de term gebruikt om hun functie aan te duiden, geen status. Er kan echter niet worden uitgesloten dat er toen al sprake was van bisschoppen en diakenen (Filippenzen 1:1).
In de latere boeken in het Nieuwe Testament wordt een tendens aangetroffen waarbij de term "oudste", presbyteros meer en meer een ambtsdrager aanduidt. Een voorbeeld hiervan is Jakobus 5:14, waarbij voorheen priesterlijke taken worden genoemd zoals zalving. In 5:16 wordt echter onderlinge bekentenis genoemd, dus zij hadden op dat moment nog geen rol om een biecht af te nemen of de liturgie te leiden. In Handelingen 14:23 wordt gezegd dat Paulus en Barnabas oudsten aanstelden in de heidense kerken. De rede in 20:18ff toont aan dat zij opzieners en herders waren die de erfenis van de apostelen bewaarden en het volk tegen zonde moesten beschermen. In deze rede worden de oudsten als bisschoppen aangeduid (Handelingen 20:28), de enige keer dat de term voorkomt in Handelingen.
In 1 Petrus 5:1ff adresseerde de auteur de oudere en jongere gelovigen als waren het leeftijdsgroepen, maar het is duidelijk dat de oudsten een college van gezagsdragers was met een pastorale functie. De vermaningen in vers 2-3 bewijzen dat zij de fondsen beheerden en autoriteit uitoefenden.
In de pastorale brieven komt de term presbytérion, "raad van oudsten" voor (1 Timoteüs 4:14), waarmee de voorstelling van de oudsten als een soort sanhedrin wordt bevestigd. Als zij goed leiding geven, worden ze beloond (1 Timoteüs 5:17). Soms lijken oudsten en bisschoppen synoniemen, maar wordt bisschop altijd in enkelvoud gebruikt en oudste in meervoud (bijvoorbeeld Titus 1:5ff). Dit is mogelijk een aanwijzing dat op dat moment al de bestuurlijke taken hoofdzakelijk lagen bij één leidende oudste binnen het college en het startpunt was van de latere ontwikkeling van de monarchale bisschop.

### Katholieke Kerk
In de Katholieke Kerk is een priester een man die, na een opleiding van 6 à 7 jaar aan een seminarie of ander vormingsinstituut, van een bisschop de priesterwijding heeft ontvangen. Door deze sacramentele wijding is hij in staat om de zes andere sacramenten (eucharistie, doopsel, vormsel, biecht, ziekenzalving en huwelijk) toe te dienen. Een belangrijke functie is de offerhandeling, het misoffer in de katholieke theologie. Het woord priester staat in het Nederlands dan ook vaak gelijk aan "offeraar aan God of goden". Een pas gewijd priester wordt een neomist genoemd. Lang voordat iemand tot priester wordt gewijd, ontvangt hij de eerste/laagste wijding, die tot diaken.
Uitdrukkelijk vindt men de functies van de priester binnen het christendom terug in de aloude (Latijnse) riten die de bisschop over de zojuist gewijde priester uitspreekt:

Gewaardig u, Heer, om deze handen te wijden en te heiligen door deze zalving en onze zegening. Dat al hetgeen zij mogen zegenen gezegend zij, en al hetgeen zij toewijden toegewijd en geheiligd moge zijn, in de naam van Onze Heer Jezus-Christus. (...) Ontvang de macht aan God het Offer op te dragen en de Mis te vieren zowel voor de levenden als de doden, in de Naam des Heren.

Van oudsher behoort de priesterwijding in de Katholieke Kerk tot de Hogere Wijdingen, waarvan zij de hoogste trap is. Alle andere functies (ook liturgische, zoals lector en acoliet) gelden als lager, zelfs als er een wijding voor ingesteld is. Een priester legt bij de diakenwijding de gelofte van kuisheid af. Nadien, tijdens de priesterwijding legt hij ook de gelofte van armoede en gehoorzaamheid af.

#### Seculiere en reguliere geestelijkheid
Een priester belooft bij zijn wijding gehoorzaamheid, ofwel aan de bisschop die hem wijdt, ofwel aan de overste van een religieuze orde, klooster of congregatie.
De eerstgenoemde rekent men tot de seculiere geestelijkheid (van het Latijn saeculum: het aardse leven, wereld) en worden daarom ook wel wereldheer genoemd. Zij worden door de bisschop benoemd tot leraar in een bisschoppelijk college, tot aalmoezenier van een ziekenhuis, rusthuis, van het leger of een beweging of aangesteld binnen een parochie (de pastoor en de parochievicaris - ook kapelaan of onderpastoor genoemd).
Zij die aan een overste gehoorzaamheid beloofden, rekent men tot de reguliere geestelijkheid: zij volgen een bepaalde levensregel (van bijvoorbeeld de Heilige Benedictus van Nursia of de Heilige Augustinus) en leven samen met andere broeders (niet-priesters) en paters (priesters). Zij krijgen hun taak van hun overste, die hen eventueel ter beschikking kan stellen van de plaatselijke bisschop om in zijn bisdom een taak op zich te nemen. Ook zij kunnen dus tot pastoor benoemd worden, maar slechts met instemming van hun overste.

#### Verlies van de klerikale staat
De priesterwijding kan nooit nietig worden nadat deze geldig is ontvangen. Een clericus kan wel de klerikale staat verliezen door een vonnis of een decreet, door de straf van wegzending of door een rescript van de Apostolische Stoel.
Het verlies van de klerikale staat, staat los van de celibaatsverplichting. Een mogelijke dispensatie van de celibaatsverplichting kan enkel door de paus verleend worden.
Een clericus die de klerikale staat verliest, verliest daarmee de rechten die eigen zijn aan de klerikale staat en is niet meer gebonden aan de verplichtingen die eraan verbonden zijn. Zo verliest hij bijvoorbeeld wijdingsmacht en worden hem alle ambten, taken en elke gedelegeerde macht ontnomen.

### Orthodoxie
De orthodoxe kerken kennen een vergelijkbaar priesterschap als de Rooms-Katholieke Kerk, in parallelle apostolische successie, met als opmerkelijk verschil het grote overwicht van de priester-monniken, numeriek en op haast alle belangrijke pastorale en hiërarchische posten, zoals de bisschoppen, die meestal uit de archimandrieten worden gekozen. Van een parochiepriester in de oosters-orthodoxe kerk wordt vaak sociaal verwacht dat hij gehuwd is en een gezin sticht.

### Anglicanisme
De Anglicaanse Kerk behield bij het schisma van Hendrik VIII het katholiek priestermodel, behalve het celibaat. De Rooms-Katholieke Kerk beschouwt anglicaanse  wijdingen gezien de apostolische brief Apostolicae Curae van paus Leo XIII uit 1896 als ongeldig.

## Islam
De islam kent geen eigenlijk priesterschap, maar worden overeenkomstige functies vervuld door imams.

## Hindoeïsme
De brahmanen waren de priesters van het brahmanisme, een oude religie uit India. Ze vormen in principe de hoogste erfelijke kaste, nog boven de krijgers waartoe de profane elite overwegend behoort, maar bekleden traditioneel allerlei (vaak geschoolde) functies. In een hindoeïstische tempel (mandir) vervult de pandit de rol van priester.

## Boeddhisme

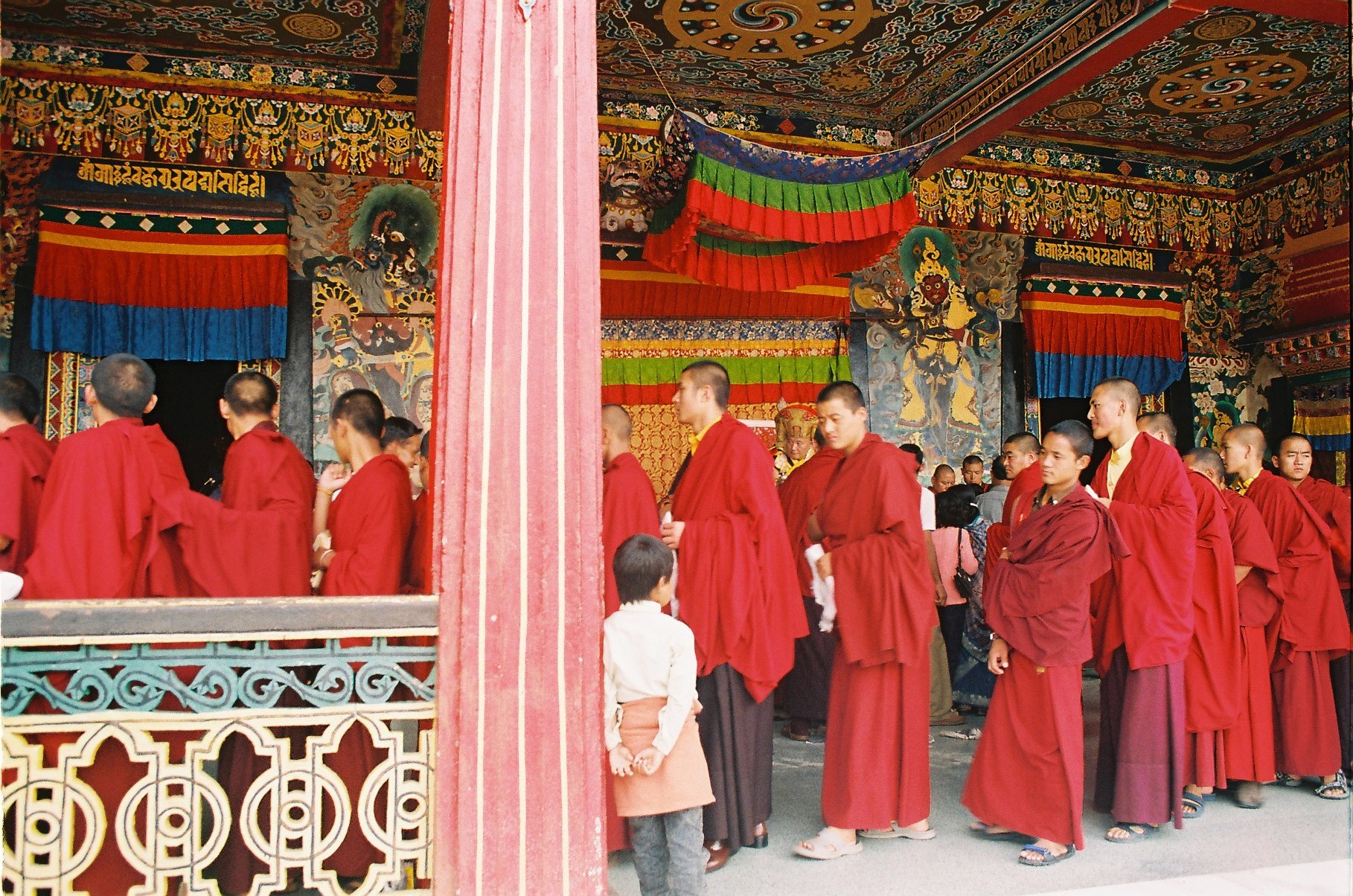
Boeddhistische lama's in het Rumtekklooster in Sikkim

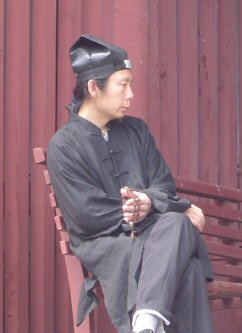
Taoïstische priester bij de Taishanpiek in China

Het Tibetaans boeddhisme en het zenboeddhisme kennen functies die overeenkomen met het priesterschap. In die twee tradities kent men officiële religieuze functies die onderhouden worden door mensen die geen monnik zijn.
In het Tibetaans boeddhisme kan men de functie van lama hebben zonder het strengere monnikschap te volgen, wat overeenkomt met het priesterschap. Hetzelfde geldt onder meer in Mongolië.
In de Japanse boeddhistische traditie heet een priester bonze. Het zenboeddhisme kent slechts priesters en geen monniken; indien men er het leven van een monnik in een klooster leidt, is dit meestal voor slechts een korte tijd, waarna men weer naar de eigen familietempel terugkeert.

## Shintoïsme
In de shinto heet een priester kannoesji.

## Afbeeldingen

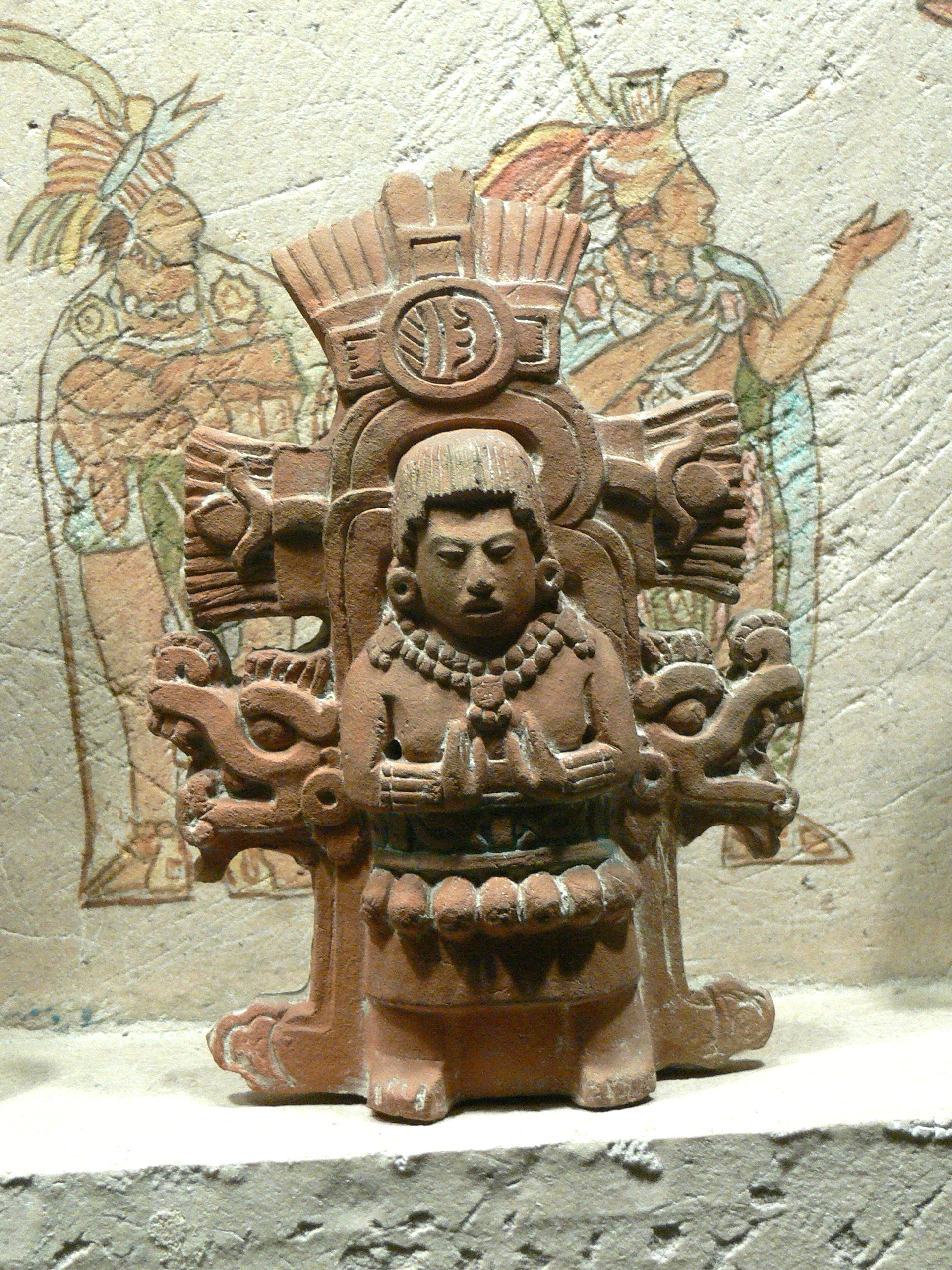
Mayapriester, Nationaal Museum van Antropologie, Mexico-Stad